# Sakaka
Sakaka (en árabe: سكاكة‎) es una localidad de Arabia Saudita, en la región de Yauf.

## Demografía
Según estimación 2010 contaba con 160897 habitantes.
- Datos: Q27469

1. 1 2  Word Gazetteer.